# Liopygus andrewesi
Liopygus andrewesi är en skalbaggsart som beskrevs av Lewis 1906. Liopygus andrewesi ingår i släktet Liopygus och familjen stumpbaggar. Inga underarter finns listade i Catalogue of Life.